# Мисс Поттер (фильм)
«Мисс По́ттер» (англ. Miss Potter) — биографическая драма 2006 года о жизни детской писательницы и иллюстратора Беатрис Поттер. Премьера фильма состоялась 3 декабря 2006 года в Великобритании. Прокат фильма в других странах мира заявлен на январь и февраль 2007 года.

## Сюжет
Мисс Поттер всю свою жизнь посвятила рисованию и написанию детских книг. Она приходит в книжное издательство, где предлагает свою книгу для печати. За этот проект берется неопытный Норман Уорн, но несмотря на это книга имеет большой успех. Окрыленные процветающим бизнесом, Беатрис Поттер и Норман Уорн понимают, что любят друг друга, и мистер Уорн делает Беатрис предложение. Однако её родители против и выдвигают свои требование: отложить свадьбу на три месяца, поскольку жених торговец и Поттера не ровня. Беатрис соглашается не объявлять о помолвке, хотя принимает предложение Нормана. Родители уезжают отдыхать в Озёрный край и берут с собой Беатрис, чтобы она оценила свои чувства к жениху. Но тот заболевает и умирает. Беатрикс покупает ферму в Озерном крае и поселяется там, скупая одну ферму за другой.

## В ролях
| Актёр              | Роль             |
| ------------------ | ---------------- |
| Рене Зеллвегер     | Беатрис Поттер   |
| Люси Бойнтон       | Беатрис в юности |
| Юэн Макгрегор      | Норман Уорн      |
| Эмили Уотсон       | Милли Уорн       |
| Барбара Флинн      | Хелен Поттер     |
| Билл Патерсон      | Руперт Поттер    |
| Ллойд Оуэн         | Уильям Хилис     |
| Джастин Макдональд | Уильям в юности  |
| Антон Лессер       | Гарольд Уорн     |

## Номинации
- 2007 Премия «Золотой глобус» — лучшая женская роль (Рене Зеллвегер)